# Internationale Rheinland-Pfalz-Rundfahrt 1967
Die Internationale Rheinland-Pfalz-Rundfahrt 1967 war ein internationales Radsport-Etappenrennen über sechs Etappen durch das Bundesland Rheinland-Pfalz. Die Rheinland-Pfalz-Rundfahrt fand vom 19. bis 24. Juni statt. Die Organisation erfolgte wieder durch den Verein zur Förderung des Deutschen Radsports e. V.

## Teilnehmer
Am Start waren Mannschaften aus acht Nationen. Je drei Fahrer pro Team starteten für Belgien, die Niederlande, England, die Schweiz, Spanien, die Tschechoslowakei und Dänemark. Dazu kamen zwei Auswahlmannschaften des Bundes Deutscher Radfahrer (BDR), sowie Mannschaften aus den Landesverbänden (LV) des BDR.

## Strecke
Die Rundfahrt führte über insgesamt 952 Kilometer mit Start und Ziel in Marienberg quer durch das Bundesland.

## Rennverlauf
Die 1. Etappe war geprägt vom Ausreißversuch der Fahrer Andreas Troche und Ortwin Czarnowski, die sich bereits nach 12 Kilometern vom Feld absetzen konnte. Nach über 80 Kilometern wurden beide eingeholt. Den Spurt einer weiteren Ausreißergruppe gewann dann Burkhard Ebert sicher.
Auf der 2. Etappe wurde Ebert 25 Kilometer vor dem Ziel beim Zureichen einer Trinkflasche zu Fall gebracht, er musste das Rennen aufgeben. Aus einer Spitzengruppe konnte sich Martin Gombert kurz vor dem Ziel noch lösen und das Ziel alleine erreichen. Er war damit neuer Spitzenreiter.
Die 3. Etappe wurde erneut aus einer kleinen Gruppe heraus gewonnen, Sieger wurde Manfred Mücke. Der im Hauptfeld einkommende Gombert verteidigte seine Führungsposition.
Die mit nur 95 Kilometern kürzeste 4. Etappe wurde zu einer Hitzeschlacht. Wieder gelang es einer Gruppe von sieben Fahrern, sich etwas abzusetzen. Johannes Knab war der schnellste Mann der Gruppe.
Die 5. Etappe führte auf einem bergigen Kurs durch den Hunsrück. Nach langer Alleinfahrt gewann Dieter Leitner die Etappe. Gombert hatte nach der Etappe einen komfortablen Vorsprung von mehr als fünf Minuten in der Gesamtwertung.
Trotz eines Sturzes kurz von dem Ziel der 6. Etappe geriet Gomberts Gesamtsieg nicht mehr in Gefahr. Die Etappe gewann der Spanier Antonio Rubais.

## Etappenübersicht
| Etappe | Start – Ziel                       | Länge (km) | Sieger         | Mannschaft | Zeit (h) |
| ------ | ---------------------------------- | ---------- | -------------- | ---------- | -------- |
| 1      | Marienberg – Rengsdorf             | 130        | Burkhard Ebert | BDR I      | 3:18:10  |
| 2      | Rengsdorf – Wolfstein              | 230        | Martin Gombert | LV Bremen  | 6:13:00  |
| 3      | Wolfstein – Kaiserslautern         | 167        | Manfred Mücke  | LV Bremen  | 4:56:00  |
| 4      | Kaiserslautern – Frankenthal       | 95         | Johannes Knab  | BDR II     | 2:20:00  |
| 5      | Frankenthal – Kirchberg (Hunsrück) | 192        | Dieter Leitner | BDR II     | 5:01:00  |
| 6      | Kirchberg – Marienberg             | 138        | Antonio Rubais | Spanien    |          |

## Endergebnis
|     | Fahrer             | Mannschaft  | Zeit (h)   |
| 01. | Martin Gombert     | LV Bremen   | 25:25:30 h |
| 02. | Jürgen Goletz      | BDR II      | 25:33:40 h |
| 03. | Algis Oleknavicius | BDR I       | 25:33:55 h |
| 04. | Piet Tesselaar     | Niederlande | 25:36:50 h |
| 05. | Jürgen Walter      | LV Hamburg  | 25:37:30 h |
| 06. | Lutz Löschke       | LV Berlin   | 25:38:00 h |
| 07. | Dieter Leitner     | BDR II      | 25:40:05 h |
| 08. | Andreas Troche     | BDR I       | 25:41:25 h |
| 09. | Asger Iversen      | Dänemark    | 25:42:05 h |
| 10. | Antonio Rubias     | Spanien     | 25:42:50 h |
| 0 … |                    |             |            |